# Charles Lavigne (Bischof)

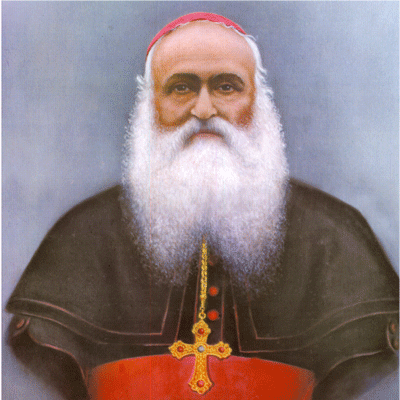
Bischof Charles Lavigne S.J. (1890)

Charles Lavigne S.J. (* 6. Januar 1840 in Marvejols, Frankreich; † 11. Juli 1913 in Frankreich) war ein Jesuit, Ordensgründer sowie Apostolischer Vikar und Titularbischof in Indien, später Diözesanbischof von Trincomalee in Sri Lanka.

## Leben und Wirken
Charles Lavigne wurde 1864 geweiht und war zunächst Weltpriester. Am 27. Dezember 1866 trat er in den Jesuitenorden ein. Lavigne sprach die Fremdsprachen Italienisch und Englisch sowie etwas Deutsch und Tamil. Er wirkte vier Jahre als Privatsekretär des Jesuitengenerals Pierre Jean Beckx (1795–1887) in Italien.
1887 wurden in Indien alle katholischen Thomaschristen, die heutigen Syro-Malabaren, generell aus der lateinischen Jurisdiktion herausgelöst und exklusiv für sie (unter lateinischen Titularbischöfen) die beiden Apostolischen Vikariate Trichur und Kottayam geschaffen, die man 1896 wiederum in die drei Vikariate Trichur, Ernakulam und Changanacherry umgestaltete. In jenem Jahr traten erstmals syro-malabarische Titularbischöfe als Apostolische Vikare an die Spitze der Sprengel.
Lavigne wurde am 13. September 1887 zum Titularbischof von Milevum und zum Apostolischen Vikar des neu eingerichteten Vikariats Kottayam in Kerala, Indien ernannt. Die Bischofsweihe erhielt er am 13. November des Jahres in Belgien von Julien Costes (1819–1890), dem Bischof seiner Heimatdiözese Mende.
Am 14. Dezember 1888 gründete Bischof Lavigne in seinem neuen Vikariat den syro-malabarischen Schwesternorden der Franziskanerklarissen (FCC), ein Orden, der noch heute blüht und aus dem die erste indische Heilige, Schwester Alfonsa von der Unbefleckten Empfängnis (1910–1946), hervorging.
Bischof Charles Lavigne residierte zunächst im Karmelitenkloster Mannanam. 1890 verlegte er die Residenz in die Stadt Changanacherry, die in seinem Bistum lag.
Am 15. September 1895 fuhr der Apostolische Vikar nach Rom und kehrte nicht mehr nach Indien zurück, da man den Thomaschristen nun Bischöfe ihres eigenen Ritus geben wollte. In diesem Zusammenhang wandelte man am 28. Juli 1896 die Sprengel Kottayam und Trichur in die Vikariate Trichur, Ernakulam und Changanacherry um (unter Wegfall des Vikariats Kottayam) und besetzte sie mit einheimischen Apostolischen Vikaren.
Nachfolger von Charles Lavigne als Apostolischer Vikar in Changanacherry wurde der Thomaschrist Mathew Makil (1851–1914), sein früherer Generalvikar für die Gemeinschaft der Knananiten, dessen Seligsprechungsprozess bereits eröffnet ist. Er avancierte schließlich 1911 zum ersten Oberhirten des damals exklusiv für die Knananiten wiedererrichteten Vikariates Kottayam. Bischof Lavigne schätzte ihn sehr und hatte sich persönlich für die Ernennung zu seinem Nachfolger eingesetzt.
Am 27. August 1898 ernannte Papst Leo XIII. Charles Lavigne zum Bischof von Trincomalee auf Sri Lanka, ein Amt, das er noch über zehn Jahre ausübte. 1912 reiste er nach Europa zurück, wo er in Frankreich verstarb.